# Podgrađe (żupania vukowarsko-srijemska)

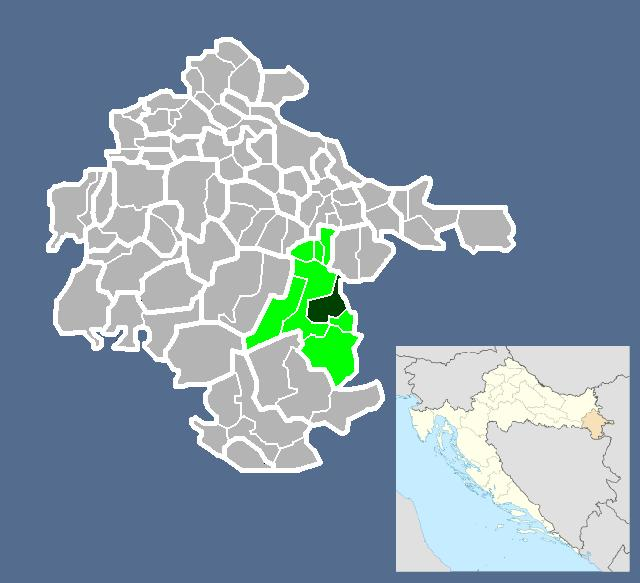
Położenie wsi na mapie gminy Nijemci

Podgrađe (serb. Подграђе) – wieś we wschodniej Chorwacji, w Sremie, w żupanii vukowarsko-srijemskiej, w Nijemci.
W 2001 roku wieś liczyła 486 mieszkańców, z kolei w 2011 roku we wsi mieszkało 371 osób.
W 2011 roku liczba gospodarstw domowych we wsi wyniosła 114.